# Pidgin basc-islandès
El pidgin basc-islandès fou un pidgin parlat a Islàndia al segle xvii. És conservat en manuscrits islandesos d'aquest segle i el segle següent. Aquest pidgin consistia en paraules d'origen basc, germànic, i de llengües romàniques. També podia haver-se desenvolupat a Vestfirðir, on els manuscrits van ser escrits, però com que s'hi troben moltes influències d'origen europeu, és més probable que fos creat en algun altre lloc i portat a Islàndia per mariners bascos de la Caça de balenes.

## Entrades del pidgin basc-islandès en Vocabula Biscaica

Va ser per la Caça de balenes que els bascos van navegar a Islàndia. La caça de balenes va ser, durant molt de temps, una indústria important en el País Basc, el qual és il·lustrat per l'escut del poble de Getaria, a Lapurdi

| Número de paraula | Glossari basc                                                       | Basc modern                                                    | Glossari islandès                                             | Traducció catalana                                                |
| ----------------- | ------------------------------------------------------------------- | -------------------------------------------------------------- | ------------------------------------------------------------- | ----------------------------------------------------------------- |
| 193 & 225         | presenta for mi                                                     | Emadazu                                                        | giefdu mier                                                   | Dona-me'n                                                         |
| 196               | bocata for mi attora                                                | Garbitu iezadazu atorra                                        | þvodu fyrer mig skyrtu                                        | Renta'm una camisa                                                |
| 209               | fenicha for ju                                                      | Izorra hadi!                                                   | liggia þig                                                    | Fote't!                                                           |
| 216               | presenta for mi locaria                                             | Emazkidazu lokarriak                                           | giefdu mier socka Vincle                                      | Dona'm un lligam pels mitjons                                     |
| 217               | ser ju presenta for mi                                              | Zer emango didazu?                                             | hvad gefur þu mier                                            | Què em dónes?                                                     |
| 218               | for mi presenta for ju biskusa eta sagarduna                        | Bizkotxa eta sagardoa emango dizkizut                          | Eg skal gefa þier braudkoku og Syrdryck                       | Et donaré una galeta i una beguda àcida                           |
| 219               | trucka cammisola                                                    | Jertse Bat erosi                                               | kaufftu peisu                                                 | Compra un suèter                                                  |
| 220               | sumbatt galsardia for                                               | Zenbat galtzerditarako?                                        | fyrer hvad marga socka                                        | Per quants mitjons?                                               |
| 223               | Cavinit trucka for mi                                               | Ez dut ezer erosiko                                            | eckert kaupe eg                                               | No compro res                                                     |
| 224               | Christ Maria presenta for mi Balia, for mi, presenta for ju bustana | Kristok eta Mariak balea ematen badidate, buztana emango dizut | gefe Christur og Maria mier hval, skal jeg gefa þier spordenn | Si el Jesús i la Maria em donen una balena, jo te'n donaré la cua |
| 226               | for ju mala gissuna                                                 | Gizon gaiztoa zara                                             | þu ert vondur madur                                           | Ets un home dolent                                                |
| 227               | presenta for mi berrua usnia eta berria bura                        | Emadazu esne beroa eta gurin berria                            | gefdu mier heita miölk og nyt smior                           | Dona'm llet calenta i mantega nova                                |
| 228               | ser travala for ju                                                  | Zertan egiten duzu lan?                                        | hvad giorer þu                                                | Què fas?                                                          |

### Paraules d'origen basc
- atorra, atorra 'camisa'
- balia, balea 'balena'
- berria, berria 'nou'
- berrua, beroa 'calent'
- biskusa, paraula agafada de bizkoxa 'galeta', avui en dia significant pastís basc (cf. castellà bizcocho, finalment de Vell francès bescuit)
- bocata, 'bugada'[4]
- bustana, buztana 'cua'
- eta, eta 'i'
- galsardia, galtzerdia 'mitjó'
- gissuna, gizona 'home'
- locaria, lokarria 'cordons'
- sagarduna, sagardoa 'sidra'
- ser, zer 'quin'
- sumbatt, zenbat 'quants'
- travala, vell basc trabaillatu, barreja entre francès travailler i castellà trabajar 'treballar'
- usnia, esnea 'llet'
- bura, 'mantega', del basc burra (cf.[5] Francès beurre, italià burro i Occità burre)

### Paraules d'origen romànic
- cammisola, castellà camisola 'samarra'
- fenicha, castellà fornicar 'fornicar'
- mala, francès o castellà mal 'dolent'
- trucka, castellà trocar 'intercanviar'[6]